# 피트 플로섹
피트 플로섹(영어: Pete Ploszek, 1987년 1월 20일 ~ )은 미국의 배우이다. 영화 《닌자터틀》(2014)에서 레오나르도 모션캡처 역을 맡았다.

## 출연 작품
- 닌자터틀 : 어둠의 히어로 (2016)
- 닌자터틀 (2014)